# Primarias del Partido Demócrata de 2008 en Kentucky

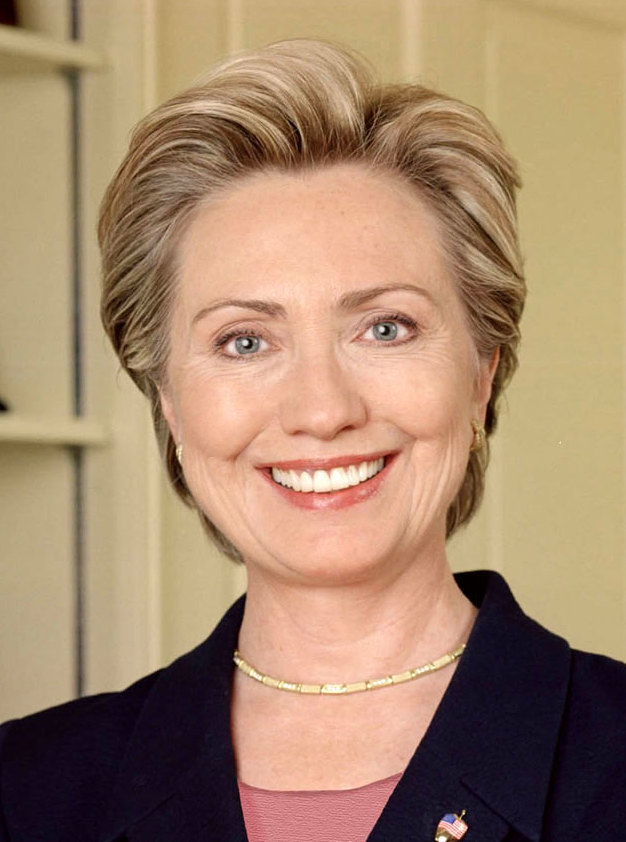
Hillary Clinton

Las Primarias demócratas de Kentucky, 2008, fueron hechas el 20 de mayo de 2008. El estado otorgó 60 delegados en la Convención Nacional Demócrata de 2008. De esos, 51 fueron delegados comprometidos, y 9 fueron superdelegados.

## Resultados
Fecha: 20 de mayo de 2008
Delegados comprometidos nacionales: 51
| Clave: | Se retiró antes de la contienda |

| Primarias presidenciales demócratas de Kentucky de 2008 | Primarias presidenciales demócratas de Kentucky de 2008 | Primarias presidenciales demócratas de Kentucky de 2008 | Primarias presidenciales demócratas de Kentucky de 2008 |
| Candidato                                               | Votos                                                   | Porcentaje                                              | Delegados nacionales                                    |
| ------------------------------------------------------- | ------------------------------------------------------- | ------------------------------------------------------- | ------------------------------------------------------- |
| Hillary Clinton                                         | 459,511                                                 | 65.48%                                                  | 37                                                      |
| Barack Obama                                            | 209,954                                                 | 29.92%                                                  | 14                                                      |
| John Edwards                                            | 14,212                                                  | 2.03%                                                   | 0                                                       |
| Indecisos                                               | 18,091                                                  | 2.58%                                                   | 0                                                       |
| Total                                                   | 701,768                                                 | 100.0%                                                  | 51                                                      |